# Aprendiz de Assassino
Apprentice to Murder é um filme estadunidense de 1988, realizado por Ralph L. Thomas com guião de Alan Scott e Wesley Moore.

## Sinopse
Na Pensilvânia, por volta de 1925, um jovem torna-se aluno de um curandeiro espiritual, devoto porém maluco (Sutherland); ele segue-o na loucura e morte.

## Elenco
- Chad Lowe
- Donald Sutherland
- Mia Sara
- Ruytanya Alda
- Eddie Jones
- Mark Burton
- Knut Huseboo